# Tetramorium fergusoni
Tetramorium fergusoni är en myrart som beskrevs av Auguste-Henri Forel 1902. Tetramorium fergusoni ingår i släktet Tetramorium och familjen myror. Inga underarter finns listade i Catalogue of Life.